# عصفور رمادي الرأس الشمالي
عصفور رمادي الرأس الشمالي (الاسم العلمي: Passer griseus) (بالإنجليزية: Northern Grey-headed Sparrow)‏ هو نوع من الطيور يتبع جنس العصفور من فصيلة عصافير العالم القديم.